# 下弗拉德尼茨
下弗拉德尼茨是奥地利施蒂利亚州魏茨县的一个市镇。总面积15.83平方公里，总人口1521人，人口密度96.1人/平方公里（2005年）。